# Susan Misner
Susan Misner, née le 8 février 1971 à Paterson (New Jersey), est une actrice américaine.

## Biographie
Susan Misner est née le 8 février 1971 à Paterson et a grandi à Pompton Plains dans le New Jersey.

## Carrière
Elle commence sa carrière au cinéma en 1996 dans le film Tout le monde dit I love you de Woody Allen.
Elle débute à la télévision en 1999 dans la série télévisée de la chaine ABC On ne vit qu'une fois dans le rôle de Grace Davidson Buchanan.
En 2002, elle est présente dans la comédie musicale, Chicago de Rob Marshall.
En 2011, elle joue dans la série Person of Interest.
De 2013 à 2016, elle tient un second rôle de la série The Americans, aux côtés de Keri Russell, Matthew Rhys et Noah Emmerich.
Elle a aussi joué dans des comédies musicales de Broadway telles que Blanches colombes et vilains messieurs ou Le Forum en folie.

## Filmographie

### Cinéma

#### Longs métrages
- 1996 : Tout le monde dit I love you (Everyone Says I Love You) de Woody Allen : Une danseuse
- 1997 : Cyber Vengeance de J. Christian Ingvordsen : Tory
- 2001 : Queenie in Love de Amos Kollek : Chick
- 2002 : Pipe Dream de John C. Walsh : Onica
- 2002 : Chicago de Rob Marshall : Liz
- 2003 : Tout peut arriver (Something's Gotta Give) de Nancy Meyers : L'amour de jeunesse de Harry
- 2004 : Mémoire effacée (The Forgotten) de Joseph Ruben : Agent Lisa Franks
- 2005 : Alchemy de Evan Oppenheimer : La rédactrice en chef adjoint
- 2005 : Walking on the Sky de Carl T. Evans : Sara
- 2006 : Two Weeks de Steve Stockman : Sherry
- 2006 : Faussaire (The Hoax) de Lasse Hallström : Une femme
- 2006 : Mentor de David Langlitz : Marilyn Conner
- 2007 : If I Didn't Care de Ben Cummings et Orson Cummings : Hadley Templeton
- 2008 : Gigantic de Matt Aselton : Melanie Lolly
- 2008 : Stick It in Detroit de Robert Daniel Phelps : Lisa Brooks
- 2008 : Eavesdrop de Matthew Miele : Bette
- 2008 : The Drum Beats Twice de Ken Del Vecchio : Mary
- 2009 : Once More with Feeling de Jeff Lipsky : Theresa
- 2009 : Cayman Went de Bobby Sheehan : Darby Thomas
- 2009 : Tanner Hall de Tatiana von Fürstenberg et Francesca Gregorini : Roxanne
- 2011 : Somebody's Hero de Darin Beckstead : Katie Wells
- 2012 : Tous les espoirs sont permis (Hope Springs) de David Frankel : Dana
- 2016 : Being Charlie de Rob Reiner : Liseanne
- 2018 : Assassination Nation de Sam Levinson : Rose Mathers
- 2018 : Summer Days, Summer Nights (en) d'Edward Burns : Claudia McKenna
- 2019 : Seneca de Jason Chaet : Bianca

### Télévision

#### Séries télévisées
- 1997 : Un pasteur d'enfer : Une femme dans un magasin
- 1999 : On ne vit qu'une fois (One Life to Live) : Grace Davidson Buchanan
- 2000 : Ed : l'institutrice
- 2001 : Sex and the City : Shayna
- 2001 / 2005 / 2009 : New York, section criminelle (Law and Order : Criminal Intent) : Becky Stark / Sœur Olivia / Mary Devildis
- 2002 : Les Experts (CSI : Crime Scene Investigation) : Cassie James
- 2002 : New York, unité spéciale (Law and Order : Special Victims Unit) : Ronnie Marshall
- 2004 : Les Experts : Miami (CSI : Miami) : Heddy Latham
- 2005 : FBI : Portés disparus (Without a Trace) : Helen / Hope / Jessie Prince
- 2005 : Jonny Zéro (Jonny Zero) : Eve
- 2005 : Night Stalker : Le Guetteur (Night Stalker) : Irene
- 2005 : Conviction : Alexis Bennet
- 2006 : Vanished : Nadia Sands
- 2005 : Starved : Alison
- 2006 : New York, police judiciaire (Law and Order) : Samantha Weaver
- 2006 : Rescue Me : Les Héros du 11 septembre (Rescue Me) : Theresa
- 2007 : Kill Point : Dans la ligne de mire (The Kill Point) : Lorna Ash
- 2007 : The Bronx Is Burning : Gretchen Martin
- 2007 : Gossip Girl : Alison Humphrey
- 2007 : New Amsterdam : Callie Burnett
- 2008 : Life on Mars : Carol Ann Reeves
- 2008 : Fringe : Tess Amaral
- 2009 : Royal Pains : Claire Grant
- 2009 : FBI : Duo très spécial (White Collar) : Dana Mitchell
- 2010 : NCIS : Enquêtes spéciales (NCIS) : Leah Mayne
- 2010 : En analyse (In Treatment) : Wendy
- 2011 - 2012 : Person of Interest : Jessica Arndt
- 2011 - 2013 : The Good Wife : Simone Canning
- 2012 : I Just Want My Pants Back
- 2013 : Blue Bloods : Karen Waters
- 2013 : Following (The Following) : Jenny Hardy
- 2013 : Nashville : Stacey
- 2013 - 2016 : The Americans : Sandra Beeman
- 2014 : Gotham : Dr Marks
- 2015 : Elementary : Mme Nickols
- 2015 : Banshee : Lisa Marie
- 2016 - 2017 : Shut Eye : Dr Nora White
- 2016 - 2018 : Billions : Terri McCue
- 2017 : Blacklist (The Blacklist) : Philomena
- 2019 : Jack Ryan : Lisa Calabrese
- 2019 : Fosse/Verdon : Joan McCracken
- 2019 : God Friended Me : Annie

## Distinctions

### Récompenses
- Critics' Choice Movie Awards
  - 2003 : Critics' Choice Movie Award de la meilleure distribution - Chicago

### Nominations
- Phoenix Film Critics Society
  - 2003 : Nommée comme Meilleure distribution - Chicago
- Screen Actors Guild Award
  - 2003 : Nommée au Screen Actors Guild Award de la meilleure distribution - Chicago